# Николет Шеридан
Николет Шеридан (енгл. Nicollette Sheridan; Вортинг, 21. новембар 1963) је британско—америчка глумица, манекенка и продуценткиња.

## Каријера
Каријеру је започела као манекенка, пре него што је добила улогу у Еј-Би-Си-јевој сапуници Девојке од папира 1984. године. Следеће године, играла је главну улогу у филмској комедији Сигурна ствар.
Најпознатија је по улогама на телевизији. Од 1986. до 1993. играла је Пејџ Метсон у Си-Би-Ес-овој сапуници Knots Landing, за коју је добила две награде. Потом је играла бројне главне улоге у ТВ филмовима и серијама као што су Lucky Chances (1990), Virus (1995) и The People Next Door (1996). Такође је играла и у филмовима као што су Noises Off (1992), Spy Hard (1996), Beverly Hills Ninja (1997) и Code Name: The Cleaner (2007). Позајмила је свој глас лику Еленор у Дизнијевој цртаној серији Легенда о Тарзану, а такође је имала епизодну улогу у серији Вил и Грејс.
Године 2004, Николет Шеридан добила је улогу Иди Брит у серији Очајне домаћице. Због ове улоге је била номинована за награду Златни глобус. У фебруару 2009. године, објављено је да Шериданова напушта серију, те да ће њен лик у 5. сезони серије умрети у саобраћајној несрећи. У априлу 2010. године, Николет Шеридан је поднела тужбу против Марка Черија, аутора серије, за 20 милиона америчких долара због неправедног отказа, увреде, напада и још 6 ствари. Друге глумице серије — Тери Хачер, Фелисити Хафман, Марша Крос и Ева Лонгорија стале су на Черијеву страну. У јуну исте године, Шеридан је поднела измењен захтев, појаснивши да је наводни напад био „лаган ударац”, али је поновно потврдила свој став да је њен уговор погрешно окончан. Суд је касније пресудио да Шериданова није неправедно отпуштена.
Након тога, играла је у неколицини ТВ серија и филмова, све до 2017, када је потврђено да ће Николет Шеридан играти Алексис Карингтон, главну негативку у сапуници Династија, која представља римејк чувене истоимене сапунице из 1980-их. Николет се у серији појавила 2018. године, крајем 1. сезоне, као епизодни лик, док је у другој сезони унапређена у главну поставу. Међутим, крајем фебруара 2019. објављено је да напушта серију, како би провела време са смртно болесном мајком у Лос Анђелесу. Последњи пут се појавила у 15. епизоди друге сезоне. Како у то време још није изабрана глумица која ће тумачити Алексис у наставку серије, Елизабет Гилис (која је тумачила лик Фелон) је одиграла Алексис у 3 епизоде друге сезоне у којима се Алексис појавила.

## Лични живот
Удавала се двапут и оба пута се развела. Први пут се удала за глумца Херија Хемлина, са којим је у браку била од 1991.  године до 1992. године, а потом се 2015. године удала за Арона Фајерса. За развод брака поднела је папире у јуну 2016. године, а процес развода завршен је у августу 2018. године. Такође је била верена за шведског личног тренера Никласа Содерброма (2004—2005) и глумца Мајкла Болтона (2006—2008), међутим оба пута веридба је раскинута.